# Marie Majerová
Marie Majerová, właśc. Marie Bartošová (ur. 1 lutego 1882 w Úvaly, zm. 16 stycznia 1967 w Pradze) – czeska pisarka i dziennikarka o poglądach komunistycznych. 

## Życiorys
W młodości związana z ruchem robotniczym i społeczną lewicą, co przywiodło ją w szeregi partii komunistycznej. Wychowała się w górniczo-hutniczym Kladnie, co otworzyło ją na problemy społeczne.  Najpierw była anarchistką, aby w 1921 r. wstąpić do KSČ (Komunistická strana Československa – Czechosłowacka Partia Komunistyczna). Była redaktorką komunistycznego dziennika "Rudé právo".
W swoich utworach literackich Majerová opisywała świat poprzez pryzmat odczuwania zmysłami i sercem, chłonęła wrażenia z przyrody i cywilizacji. Z jej dzieł prześwituje instynktowna wiara w życie, które może być szczęśliwe i radosne.
We wczesnych utworach, opowiadaniach i powieściach, takich jak Povídky z pekla, Plané milování, Dcery země czy powieść Panenství (1907), dominuje tematyka życia uczuciowego kobiety, traktowana pod wpływem ówczesnej prozy psychologicznej.
Za wielkie osiągnięcie przedwojennej prozy Majerovej uważa się Náměstí republiky (1914) - rozprawę z anarchizmem i pseudodemokracją. Z kolei za najdojrzalsze dzieło pisarki bywa uznawana napisana w 1935 roku powieść Siréna. Wiąże się ona z tradycją realistycznych kronik rodzinnych, powieści pokoleń, ukazujących szeroko zakrojony obraz przeobrażeń społecznych i różnorodnych zjawisk życia. Dramat społeczny Syrena (1947), będący ekranizacją powieści Majerovej w reżyserii Karela Steklý'ego, zdobył Złotego Lwa na 8. MFF w Wenecji.